# 交響曲第98番 (ハイドン)

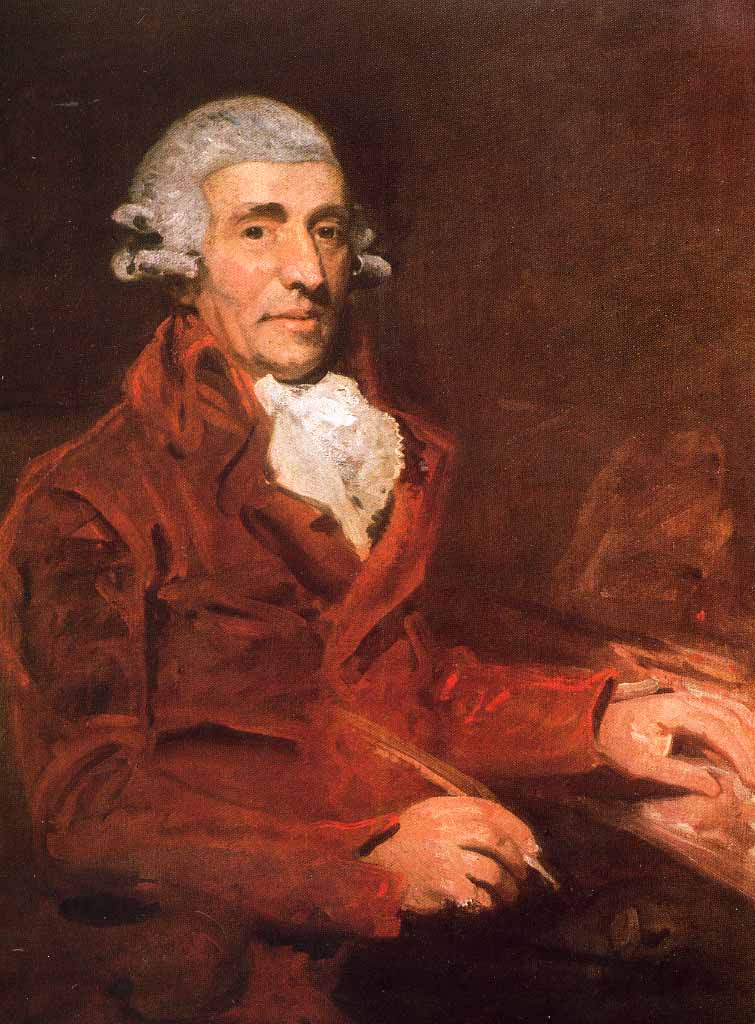
ハイドン（ジョン・ホプナー画、1791年）

交響曲第98番 変ロ長調 Hob. I:98 は、フランツ・ヨーゼフ・ハイドンが1792年に作曲した交響曲。イギリス訪問時のロンドンで作曲された、いわゆる『ロンドン交響曲』のうちの1曲である。

## 概要
初演は同年の3月2日にハノーヴァー・スクエア・ルームズにおいてヨハン・ペーター・ザーロモンの演奏会で行われた。本作は初演当時から非常に人気があり、初演時には第1楽章と第4楽章の両端楽章がアンコールで演奏されたほか、1週間後に行われた再演でも同様にアンコールで演奏されたと伝えられる。
自筆譜はかつてルートヴィヒ・ヴァン・ベートーヴェンが所有しており、その後ベルリンのプロイセン国立図書館が所蔵していたが、第二次世界大戦後は長らく行方不明だった。現在はヤギェウォ大学図書館が所蔵している。

## 楽器編成
フルート2、オーボエ2、ファゴット2、ホルン2、トランペット2、ティンパニ、第1ヴァイオリン、第2ヴァイオリン、ヴィオラ、低音（チェロ、コントラバス）、チェンバロ（またはフォルテピアノ）
チェンバロは第4楽章の最後近くに独奏が出現するが、これはハイドンの全交響曲の中でチェンバロが必要な唯一の箇所である。初演ではハイドン本人がチェンバロの前に座っていたと伝えられており、ハイドン本人によって演奏されたと考えられるが、チェンバロ独奏部は自筆譜にはあるものの、当時の筆写譜や印刷譜には存在しないため、本来は曲の一部ではなくその場だけのサービスのつもりだったのかもしれない。

## 曲の構成
全4楽章、演奏時間は約28分。
- 第1楽章 アダージョ - アレグロ
変ロ長調、2分の2拍子（アラ・ブレーヴェ）、ソナタ形式。
お使いのブラウザーでは、音声再生がサポートされていません。音声ファイルをダウンロードをお試しください。
お使いのブラウザーでは、音声再生がサポートされていません。音声ファイルをダウンロードをお試しください。
アダージョの序奏部とアレグロの主部からなる。序奏部は弦楽器のみで演奏され短調で始まるが、既に主部の第1主題が使われているところに特徴がある。
主部はそのまま2分の2拍子で始まる。提示部終わり辺りに、オーボエによって神秘的な4つの2分音符による主題が出現する。展開部は対位法的である。

- 第2楽章 アダージョ
ヘ長調、4分の3拍子、ソナタ形式。
お使いのブラウザーでは、音声再生がサポートされていません。音声ファイルをダウンロードをお試しください。
この楽章ではトランペットとティンパニは休み。主題がイギリス国歌である『国王陛下万歳（神よ国王を守り給え）』に似ているとも言われるが、ヴォルフガング・アマデウス・モーツァルトの『戴冠式ミサ』（1779年）の「アニュス・デイ」とも共通している。また、同じくモーツァルトの『交響曲第41番《ジュピター》』（1788年）の第2楽章とも共通したところがある。イギリスの音楽学者であるドナルド・フランシス・トーヴィーによれば、親友であるモーツァルトが作曲の前年である1791年12月に亡くなったことに対する哀悼の意が込められているという[5]。なお、同じ主題をハイドンは『ハルモニー・ミサ』（Hob. XXII:14、1802年）の「アニュス・デイ」にも使用している。
短調で激しく盛り上がった後に最初の主題が再現されたとき、チェロ独奏による対旋律が加えられる。

- 第3楽章 メヌエット：アレグロ - トリオ
変ロ長調、4分の3拍子。
お使いのブラウザーでは、音声再生がサポートされていません。音声ファイルをダウンロードをお試しください。
お使いのブラウザーでは、音声再生がサポートされていません。音声ファイルをダウンロードをお試しください。
華やかなメヌエット主部では途中でフルート独奏が聞かれる。トリオ部ではファゴットと第1ヴァイオリンに旋律が現れ、途中でファゴットがフルートと交替する。

- 第4楽章 フィナーレ：プレスト
変ロ長調、8分の6拍子、ソナタ形式。
お使いのブラウザーでは、音声再生がサポートされていません。音声ファイルをダウンロードをお試しください。
展開部は弦楽器のみになり、ヴァイオリン独奏による終結主題が変イ長調で演奏され、全奏と交替する（初演ではおそらくザーロモン本人によって演奏された）。それが終わると再現部に入るが、それについで突然速度がモデラートに変わった後、最初の速度に戻って全奏で長いコーダが演奏される。その後にさらに11小節のチェンバロの独奏が加えられた後、本物の終結に至る。